# Muzeul de la șosea
Muzeul de la șosea este un film românesc din 2006 regizat de Anca Damian.